# P&Gジャパン

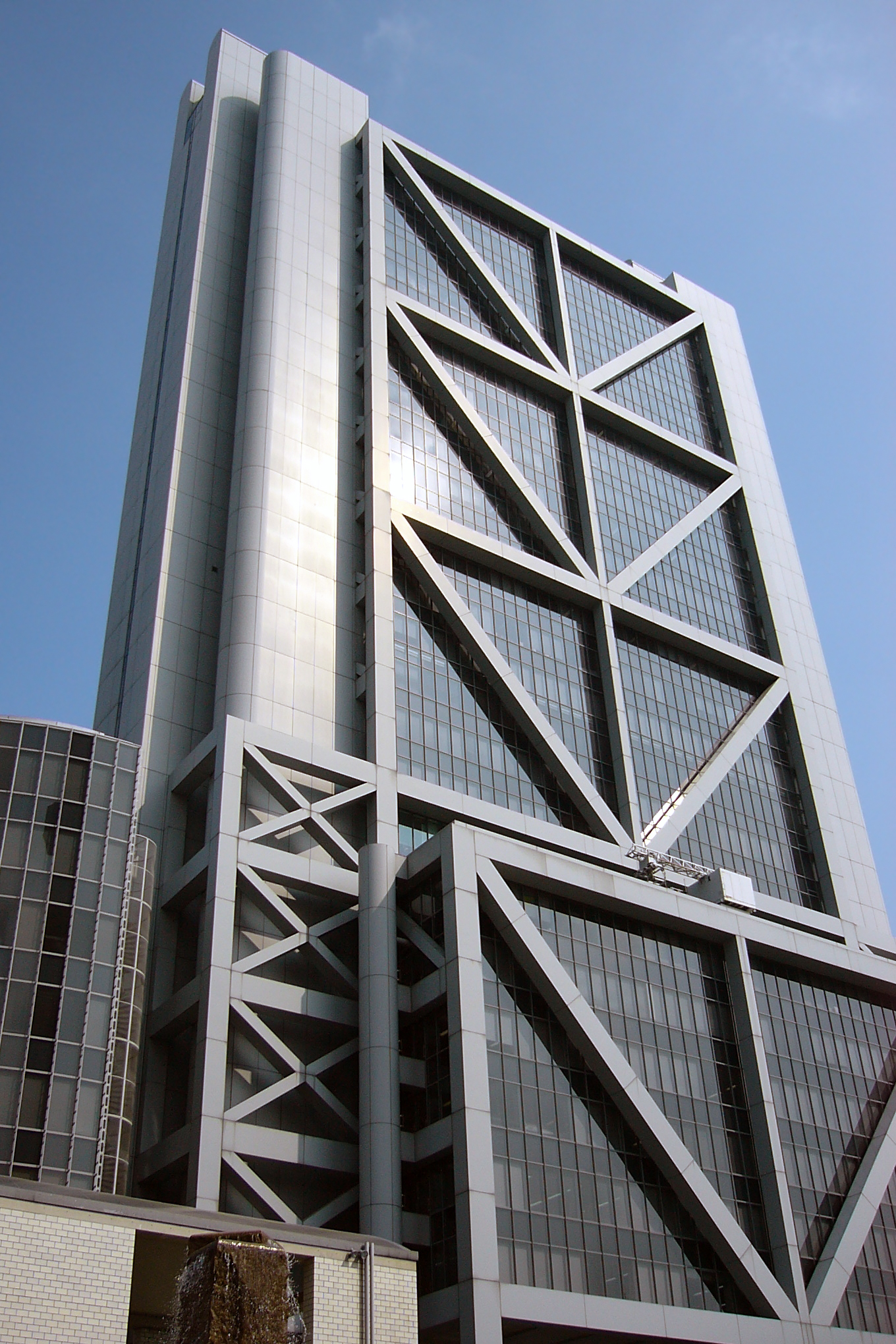
旧本社ビル

P&Gジャパン合同会社（ピーアンドジージャパン、The P&G Japan Limited）は、アメリカ合衆国に本拠を置く世界最大の一般消費財メーカーである、プロクター・アンド・ギャンブル（P&G）の日本における子会社である。P&Gの名称で活動している。本社所在地は兵庫県神戸市中央区。
日本は販売戦略の重要な拠点と位置づけられており、シニアエグゼクティブオフィサーの桐山一憲、2013年までP&G米国本社の元CEOで、オバマ政権下で退役軍人長官を務めたボブ・マクドナルドもP&Gジャパンの社長を経験している。日本法人の代表商品として家庭用合成洗剤のジョイや紙おむつのパンパース等がある。

## 沿革
- 1969年（昭和44年） - ミツワ石鹸（初代）、第一工業製薬、旭電化工業（現在：ADEKA）の3社の合同出資により、日本サンホームを設立。製造はこの3社が担当。
- 1972年（昭和47年） - 米P&Gが日本サンホームを買収。米P&G・日本サンホーム・伊藤忠商事の3社合同でプロクター・アンド・ギャンブル・サンホーム株式会社（P&Gサンホーム）を大阪府大阪市に設立[注釈 1]。この時、ミツワ石鹸がP&Gの買収に反対し、日本サンホームから離脱。
- 1973年（昭和48年） - P&Gサンホームが日本サンホームの全事業を継承、営業を開始。日本国内でのP&G製品第1号は『全温度チアー』。
- 1975年（昭和50年） - かつて日本サンホームの出資会社の1社だったミツワ石鹸が倒産。ミツワ石鹸の商標（同社が製造していた薬用石鹸『ミューズ』など）・営業権を買収し、プロクター・アンド・ギャンブル石鹸株式会社（P&G石鹸）を設立。
- 1976年（昭和51年） - 米P&Gが日本プロクター・アンド・ギャンブル株式会社（日本P&G）を100%出資で設立。
- 1977年（昭和52年） - 旭電化工業（現在：ADEKA）が日本サンホームから完全に撤退。
- 1977年（昭和52年） - 日本初の乳幼児用紙おむつ『パンパース』発売。
- 1978年（昭和53年） - 日本P&Gが伊藤忠商事からP&Gサンホームの株を買収し、子会社化。
- 1984年（昭和59年） - 関連会社5社（日本P&G、P&Gサンホーム、P&G石鹸、P&Gサンホーム工業、日本P&G産業）を統合、プロクター・アンド・ギャンブル・ファー・イースト・インク（P&Gファー・イースト）を設立。
- 1985年（昭和60年） - 米P&Gによるリチャードソン・ヴィックス社の買収に伴い、リチャードソン・ヴィックス社の日本法人である日本ヴィックス株式会社がP&G傘下になる。
- 1988年（昭和63年） - 日本ヴィックスがプロクター・アンド・ギャンブル・ヘルスケア株式会社（P&Gヘルスケア）に社名変更。
- 1991年（平成3年） - 米P&Gがマックスファクター社を買収。それに伴い、同社の日本法人の株を100%買収。化粧品事業に進出。
- 1993年（平成5年） - 兵庫県神戸市東灘区の六甲アイランドに新社屋が完成。本社を大阪市から移転。
- 1994年（平成6年） - ポテトチップス『プリングルズ』発売。製菓事業[注釈 2]に進出。
- 1995年（平成7年） - 阪神・淡路大震災で本社ビルと明石工場が被災。
- 1996年（平成8年） - P&Gヘルスケアの事業をマックスファクターへ統合。
- 1998年（平成10年） - 哺乳瓶用消毒剤『ミルトン』のブランドおよび事業を杏林製薬に譲渡。
- 2000年（平成12年） - 製造部門をピー・アンド・ジー株式会社として分社化。
- 2001年（平成13年）
  - 『アイムス』ブランドが日本進出、ペットフード市場に進出。
  - 国内の法人組織をプロクター・アンド・ギャンブル・ファー・イースト・インク、マックスファクター株式会社、ピー・アンド・ジー・ノースイースト・アジア・ピーティーイー・リミテッド、ピー・アンド・ジー株式会社、プロクター・アンド・ギャンブル・アジア・ピーティーイー・リミテッド、アイムス・ジャパン株式会社の5社に再編。
- 2003年（平成15年） - ヴィックスなど医薬品事業を大正製薬に譲渡[注釈 3]し、医薬品事業から撤退。
- 2004年（平成16年） - 単独提供していた『TIME OVER』参加視聴者の個人情報を流出させる事件が発生。問題のCD-ROMは製作局のBS-iが無事回収。
- 2006年（平成18年） - P&Gファー・イーストの国内事業を、新設のプロクター・アンド・ギャンブル・ジャパン株式会社（P&Gジャパン）に移管。また、第一工業製薬時代からの最古参商品だった『モノゲン』シリーズが販売終了。
- 2007年（平成19年）
  - マックスファクター株式会社がP&Gマックスファクター合同会社に改組・商号変更。また、ジレット・ジャパン・エルエルシーの事業をP&Gジャパンに移管し、ジレット・ジャパン・エルエルシーを解散。
  - 1975年（昭和50年）以来保持していたミツワ石鹸の商標を玉の肌石鹸に譲渡。
  - 介護用紙おむつ『アテント』のブランドおよび事業を大王製紙（エリエールブランドへ移行）に譲渡。
- 2008年（平成20年）
  - アイムスジャパンを吸収合併。
  - 旧ミツワ石鹸時代からの古参商品『ミューズ』の商標をレキットベンキーザー・ジャパンに譲渡[注釈 4]。
- 2009年（平成21年） - 日本初のクエン酸配合洗剤『さらさ』発売。
- 2010年（平成22年） - ウエラの事業をP&Gジャパンに移管し、ウエラジャパンを解散。
- 2012年（平成24年） - プリングルズの事業を日本ケロッグに譲渡。
- 2014年（平成26年） - 六甲アイランドにある本社ビル[注釈 5]を貿易・コンサルティング業の剣豪集団に売却[4]。
- 2015年（平成27年） - アイムス、ユーカヌバの事業をマースジャパンに売却し、ペットフード事業から撤退。
- 2016年（平成28年）
  - 本社を神戸市中央区小野柄通（三ノ宮駅前）に移転[5][注釈 6]。
  - ウエラブランドを米国の香水メーカー・コティの日本法人であるHFCプレステージジャパンへ売却。
- 2021年（令和3年）
  - 1月1日 - 組織および商号をP&Gジャパン合同会社に変更[6]。
  - 12月18日 - アメリカで製造の「パンテーン ミラクルズ ボリューム ドライシャンプー」から成分として含まれていないベンゼンが検出、回収および返金する措置を開始[7]。

## 日本での宣伝活動および提供番組
同社は日中の帯ドラマや情報番組、ゴールデン・プライムタイムの番組、関東地方や岡山県・香川県を中心とするローカル番組のスポンサーであり、担当広告代理店は電通関西支社。
2000年代以降は同じ外資系のユニリーバやジョンソンと同様に、会社名を出さず商品のみを宣伝するCMも多くなった。
最近はアニメやHBCのHana*テレビの番組のスポンサーにもなっていたりする。アニメについては、電通が製作に関与している番組（主にテレビ東京系列、『週刊少年ジャンプ』連載作品）にスポンサーになることが多い（特にPTもしくは不定期（週替わり）での場合が多い）。テレビ東京系のアニメを、原則地上波と同一のスポンサーをつけて放送しているBSジャパンでは、2006年10月 - 2009年4月まで、一時期の「NARUTO」を除いてスポンサーを降板していた。
かつては、平日昼・夕方のニュースや日中の情報番組を中心に、同じ外資系の保険会社Metlifeと共に提供している番組があった。またゴールデン・プライムタイムの1時間番組では、同じ外資系の生活用品会社ユニリーバや、最近ではこちらも同業のJapan gatewayと共にスポンサーとして提供している場合がある。この流れは日本リーバ時代から続いている。番組の内容によっては提供クレジットを自粛する場合もある。
プロ野球中継（レギュラー番組からプロ野球中継に差し替えて放送される場合を含む）に原則提供クレジットは表示されないが、PT扱いでCMは流れている（1990年代時点から2000年代初期時点では、提供スポンサーに出していた）。
2023年11月19日に放送された2023 アジア プロ野球チャンピオンシップ・決勝戦（TBSテレビ、カーネクスト筆頭提供）では久々に野球中継の提供スポンサーについた。
P&Gは地域によって商品展開が異なるケースが多いため、全国枠のCMでもCM内容は放送局ごとに異なる事が多い。なお、筆頭スポンサー番組は多数ある反面、一社提供番組がほとんど無い。
なお、提供クレジット時の読み上げ（所謂、提供読み）は、通常“ピー・アンド・ジー”と読み上げられているが、90秒以上提供の番組は、一部を除き、“ママの公式スポンサー”のキャッチコピーを先に付ける（かつては、“暮らし感じる、変えていく”だった）。社名がP&Gサンホームだった時は、登記上の社名だった“プロクター・アンド・ギャンブル・サンホーム”（社名変更末期は“ピー・アンド・ジー・サンホーム”）と読み上げられていた。

## 歴代キャッチコピー
- 世界のお母さんと150年（1987年のみ）
画面下部にP&Gのロゴを表示。ナレーションは女性の声で「P・&・G」（発音は「ピー・エン・ジー」）と歯切れのよいコーラス調となっている。
- 暮らしひろがる 世界の品質（1988年10月 - 2002年6月）
かつてはCIマーク（通称“ムーン&スターズ”ロゴ）が存在した。当初はP&Gの文字がゴシック体だったが1992年に世界共通の新ロゴに変更。この時CIマークも細部が変更されている[注釈 38]。一部の紙おむつ製品では「PROCTER & GAMBLE」のロゴも併用されていた。海外では1998年にCIマークが廃止されたが日本では2001年9月まで用いられていた。30秒バージョンの場合はTBS系列を除いてロゴマークのみだった。また、日本テレビ系列では変更以後の60秒バージョンでもCIマーク無しだった。CIマーク廃止後2002年6月までは、30秒、60秒が全局共通化された（90秒は今まで通り）。
サウンドロゴはロゴ変更前は白バック青文字、ロゴ変更後は青バック白文字だった[注釈 39]。CIマークはロゴ変更前は1988年の夏頃までは横にスライドして表示、1988年秋頃から回転して表示、ロゴ変更後はCIマークの中に流れ星が流れる表示となっている。一部CMを除き30秒CMで「P&Gです。」のナレーションが入る[注釈 40]。2001年10月以降は原則としてサウンドロゴが廃止されたが、ごく一部のCMで青バック白文字または白バック青文字のロゴを表示していた。
- 新しいくらし見つめて（2002年7月 - 2003年6月）
日本法人設立30周年を記念してキャッチコピーを変更。CIマークが変更された。P&G 30 Anniversaryと表示し、0の部分は地球に日本列島を模ったものである。
- 暮らし感じる、変えていく。（2003年7月 - ）
CIマークが廃止され、&とGの書体が細部で改められた[注釈 41]。また、90秒以上提供時のキャッチコピー表示が廃止された。そのため、提供枠の大小に関わらず提供クレジットの表示は全く同じである。
2012年1月23日 - 8月12日はロンドンオリンピック開催に伴うオリンピックワールドワイドスポンサー（TOP）に就任したキャンペーンテーマ（次項詳述）のため、一時期このフレーズを使用しなかった。
2012年9月 - 12月までは一部製品で1992年以前に見られた白バック青文字のサウンドロゴ背景が復活していた[注釈 42]が、2014年まではブラウン・オーラルBのみ最後に白バック青文字のサウンドロゴ無し背景が表示されていた。
- ママの公式スポンサー（2012年1月23日 - 8月12日、2018年夏頃 - 2020年12月、※オリンピック期間のみ）
オリンピックのワールドワイドスポンサー（TOP）締結に伴って定めた世界共通のキャンペーンテーマ。発表当日よりロンドンオリンピックの終了した8月12日までは90秒以上提供時のナレーション読みをこのメッセージに変更した[10]。ロンドン五輪終了後もソチ五輪やリオ五輪など一部のCMで使用されており、2018年夏頃から再び、90秒以上提供時のナレーション読みをこのメッセージに変更した[注釈 43]。サウンドロゴ背景は商品によって異なり、通常は白バックだが、ジレットのみ黒バックになっていた。
- 2021年1月からは、90秒以上提供時のキャッチコピー表示と読み上げが廃止され、90秒以上提供の番組でも、60秒の扱いとなった。

## テレビ番組
- 日経スペシャル カンブリア宮殿 真のグローバル企業とは! P&Gの企業戦略に迫る!!（2011年6月9日、テレビ東京）[11]

## 書籍

### 関連書籍
- 『すべては、消費者のために。 P&Gのマーケティングで学んだこと。』（著者:和田浩子）（2006年7月29日、トランスワールドジャパン）ISBN 9784925112772

## 不祥事
- 2016年11月、CMにおける「ファブリーズとくさやを同じ容器に入れるとくさやのにおいを感じなくなる」という表現が、くさや生産者からの「くさやを冒涜している」との批判を受け、当該CMが放送中止に追い込まれた[12]。
- 2018年8月、レノアのCMにおける「男脂臭もしっかり消臭」との表現が男性差別であるとの批判を受け、謝罪に追い込まれた[13][14]。